# 2902 Вестерлунд
2902 Вестерлунд (2902 Westerlund) — астероїд головного поясу, відкритий 16 березня 1980 року.
Тіссеранів параметр щодо Юпітера — 3,634.